# Suphalomitus verbosus
Suphalomitus verbosus là một loài côn trùng trong họ Ascalaphidae thuộc bộ Neuroptera. Loài này được Walker miêu tả năm 1853.